# Lissonotus andalgalensis
Lissonotus andalgalensis é uma espécie de coleóptero da tribo Lissonotini (Cerambycinae); com distribuição na Argentina e Paraguai.

## Taxonomia
- Ordem Coleoptera
  - Subordem Polyphaga
    - Infraordem Cucujiformia
      - Superfamília Chrysomeloidea
        - Família Cerambycidae
          - Subfamília Cerambycinae
            - Tribo Lissonotini
              - Gênero Lissonotus
                - L. andalgalensis Bruch, 1908